# 2003년 MTV 무비 어워드
제12회 MTV 무비 & TV 어워드는 2003년 3월 31일에 열린 시상식이다.

## 수상 및 후보

### 최고의 영화상
- 반지의 제왕 2 - 두 개의 탑 - 피터 잭슨 수상
- 우리 동네 이발소에 무슨 일이 - 팀 스토리
- 8 마일 - 커티스 핸슨
- 링 - 고어 버빈스키
- 스파이더맨 - 샘 레이미

### 최고의 남자배우상
- 8 마일 - 에미넴 수상
- 트리플 엑스 - 빈 디젤
- 캐치 미 이프 유 캔 - 레오나르도 디카프리오
- 스파이더맨 - 토비 맥과이어
- 반지의 제왕 2 - 두 개의 탑 - 비고 모텐슨

### 최고의 여자배우상
- 스파이더맨 - 커스틴 던스트 수상
- 007 제20탄 - 어나더 데이 - 할리 베리
- 10일 안에 남자 친구에게 차이는 법 - 케이트 허드슨
- 시카고 - 퀸 라티파
- 스위트 알라바마 - 리즈 위더스푼

### 남우신인상
- 8 마일 - 에미넴 수상
- 드럼라인 - 닉 캐논
- 이그비 고즈 다운 - 키에란 컬킨
- 앤트원 피셔 - 데릭 루크
- 엽기 캠퍼스 - 라이언 레이놀즈

### 여우신인상
- 데어데블 - 제니퍼 가너 수상
- 블루 크러쉬 - 케이트 보스워스
- 세크리터리 - 매기 질렌할
- 우리 동네 이발소에 무슨 일이 - 이브
- 오스틴 파워 3 - 골드멤버 - 비욘세
- 나의 그리스식 웨딩 - 니아 발다로스

### 최고의 키스상
- 스파이더맨 - 토비 맥과이어 & 커스틴 더스트 수상
- 데어데블 - 벤 애플렉 & 제니퍼 가너
- 드럼라인 - 닉 캐논 & 조 샐다나
- 갱스 오브 뉴욕 - 레오나르도 디카프리오 & 카메론 디아즈
- 펀치 드렁크 러브 - 아담 샌들러

### 최고의 싸움상
- 스타워즈 에피소드 2 - 클론의 습격 - 요다 vs 크리스토퍼 리 수상
- 크레이들 투 그레이브 - 이연걸
- 잭애스 - 조니 녹스빌 vs Butterbean
- 상하이 나이츠 - 범문방

### 최고의 악당상
- 링 - 다베이 체이스 수상
- 텍사스 전기톱 연쇄살인사건 - 앤드류 브리니아스키
- 스파이더맨 - 윌렘 대포
- 갱스 오브 뉴욕 - 다니엘 데이 루이스
- 데어데블 - 콜린 파렐
- 오스틴 파워 3 - 골드멤버 - 마이크 마이어스

### 최고의 코믹연기상
- 오스틴 파워 3 - 골드멤버 - 마이크 마이어스 수상
- 올드 스쿨 - 윌 페렐
- 우리 동네 이발소에 무슨 일이 - 세드릭 더 엔터테이너
- 잭애스 - 조니 녹스빌
- 미스터 디즈 - 아담 샌들러

### 최고의 호흡상
- 반지의 제왕 2 - 두 개의 탑 - 일라이저 우드 & 션 에스틴 수상
- 블루 크러쉬 - 케이트 보스워스, 미쉘 로드리게즈 & 사노 레이크
- 상하이 나이츠 - 성룡
- 올드 스쿨 - 윌 페렐, 빈스 본 & 루크 윌슨
- 잭애스 - 조니 녹스빌, 밤 말게라, 스티브 오 & 크리스 포니터스

### 최고의 액션장면
- 반지의 제왕 2 - 두 개의 탑 수상
- 데스티네이션 2 - 고속도로 연쇄 충돌 장면
- 마이너리티 리포트 - 탈출 장면
- 스타워즈 에피소드 2 - 클론의 습격 - 경기장 전투 장면

### 최고의 버츄얼 퍼포먼스
- 반지의 제왕 2 - 두 개의 탑 - 앤디 서키스 수상
- 스타 워즈 에피소드 2 - 클론의 습격 - 요다
- 캥거루 잭 - 캥거루 잭
- 해리 포터와 비밀의 방 - Dobby
- 스쿠비 두 - 스쿠비 두

### 최고의 유럽계 연기자상
- 콜린 파렐 수상